# Frenetsche Formeln
Die frenetschen Formeln (Frenet-Formeln),
benannt nach dem französischen Mathematiker Jean Frédéric Frenet, sind die zentralen Gleichungen in der Theorie der Raumkurven, einem wichtigen Teilgebiet der Differentialgeometrie. Sie werden auch Ableitungsgleichungen oder Frenet-Serret-Formeln genannt, letzteres nach Joseph Serret, der die Formeln vollständig angab. In diesem Artikel werden die frenetschen Formeln zunächst im dreidimensionalen Anschauungsraum {\displaystyle \mathbb {R} ^{3}} vorgestellt, im Anschluss die Verallgemeinerung auf höhere Dimensionen.

## Der dreidimensionale Fall

### Übersicht
Die Formeln verwenden eine Orthonormalbasis (Einheitsvektoren, die paarweise senkrecht aufeinander stehen) aus drei Vektoren (Tangentenvektor {\displaystyle {\vec {t}}}, Hauptnormalenvektor {\displaystyle {\vec {n}}} und Binormalenvektor {\displaystyle {\vec {b}}}),
die das lokale Verhalten der Kurve {\displaystyle {\vec {r}}\,(s)} beschreiben, und drücken die
Ableitungen dieser Vektoren nach der Bogenlänge {\displaystyle s} als
Linearkombinationen der genannten drei Vektoren aus. Dabei treten die für die Kurve charakteristischen skalaren Größen Krümmung {\displaystyle \kappa } und Torsion {\displaystyle \tau } auf.
{\displaystyle {\frac {\mathrm {d} {\vec {r}}}{\mathrm {d} s}}={\vec {t}}\qquad {\frac {\mathrm {d} {\vec {t}}}{\mathrm {d} s}}=\kappa {\vec {n}}\qquad {\vec {t}}\times {\vec {n}}={\vec {b}}}
{\displaystyle {\frac {\mathrm {d} {\vec {b}}}{\mathrm {d} s}}=-\tau {\vec {n}}\qquad {\frac {\mathrm {d} {\vec {n}}}{\mathrm {d} s}}=\tau {\vec {b}}-\kappa {\vec {t}}}

### Begriffsbildungen
Der Vektor {\displaystyle \Delta {\vec {r}}={\vec {r}}{}_{2}-{\vec {r}}{}_{1}} verbindet zwei Punkte der Bahn und hat die Länge {\displaystyle |\Delta {\vec {r}}\,|={\sqrt {\Delta {\vec {r}}\cdot \Delta {\vec {r}}}}}. Für {\displaystyle \Delta {\vec {r}}\rightarrow 0} geht {\displaystyle |\Delta {\vec {r}}\,|} gegen die Bogenlänge des zwischen {\displaystyle {\vec {r}}_{1}} und {\displaystyle {\vec {r}}_{2}} gelegenen Bahnstücks:
{\displaystyle \mathrm {d} s=|\mathrm {d} {\vec {r}}\,|={\sqrt {\mathrm {d} {\vec {r}}\cdot \mathrm {d} {\vec {r}}}}}
Vom Anfangspunkt {\displaystyle {\vec {r}}_{0}} zum Punkt {\displaystyle {\vec {r}}} beträgt die Bogenlänge der Bahn
{\displaystyle s=\int _{{\vec {r}}_{0}}^{\vec {r}}\mathrm {d} s=\int _{{\vec {r}}_{0}}^{\vec {r}}{\sqrt {\mathrm {d} {\vec {r}}\cdot \mathrm {d} {\vec {r}}}}}
Gegeben sei eine durch die Bogenlänge {\displaystyle s} parametrisierte Raumkurve:
{\displaystyle {\vec {r}}={\vec {r}}(s)}.

Für einen Kurvenpunkt {\displaystyle {\vec {r}}(s)} erhält man durch Ableiten nach {\displaystyle s} den Tangenteneinheitsvektor, der die lokale Richtung der Kurve, also die Änderung der Position bei einer Änderung der Bogenlänge, angibt:
{\displaystyle {\vec {t}}(s)={\frac {\mathrm {d} {\vec {r}}(s)}{\mathrm {d} s}}={\vec {r}}\,'(s)}.
Wegen {\displaystyle \mathrm {d} s=|\mathrm {d} {\vec {r}}\,|} ist der Betrag der Ableitung gleich 1; somit handelt es sich um einen Einheitsvektor. Der Tangenteneinheitsvektor ändert entlang der Bahn im Allgemeinen seine Richtung, nicht aber seine Länge (er bleibt stets ein Einheitsvektor) {\displaystyle |{\vec {t}}\,|=1} bzw. {\displaystyle {\vec {t}}\cdot {\vec {t}}=1}. Daraus kann man folgern, dass die Ableitung des Tangenteneinheitsvektors senkrecht zu diesem steht:
{\displaystyle {\vec {t}}\cdot {\frac {\mathrm {d} {\vec {t}}}{\mathrm {d} s}}={\frac {1}{2}}{\frac {\mathrm {d} \left({\vec {t}}\cdot {\vec {t}}\,\right)}{\mathrm {d} s}}={\frac {1}{2}}{\frac {\mathrm {d} 1}{\mathrm {d} s}}=0\quad \Rightarrow \quad {\vec {t}}\perp {\frac {\mathrm {d} {\vec {t}}}{\mathrm {d} s}}}
Die Bahnkurve kann man in eine Taylorreihe um {\displaystyle s} entwickeln:
{\displaystyle {{\vec {r}}(s+\Delta s)={\vec {r}}(s)+{\frac {\mathrm {d} {\vec {r}}}{\mathrm {d} s}}(s)\Delta s+{\frac {1}{2}}{\frac {\mathrm {d} {}^{2}{\vec {r}}}{\mathrm {d} s^{2}}}(s)\Delta s^{2}+{\mathcal {O}}(\Delta s^{3})={\vec {r}}(s)+{\vec {t}}(s)\Delta s+{\frac {1}{2}}{\vec {t}}\,'(s)\Delta s^{2}+{\mathcal {O}}(\Delta s^{3})}}

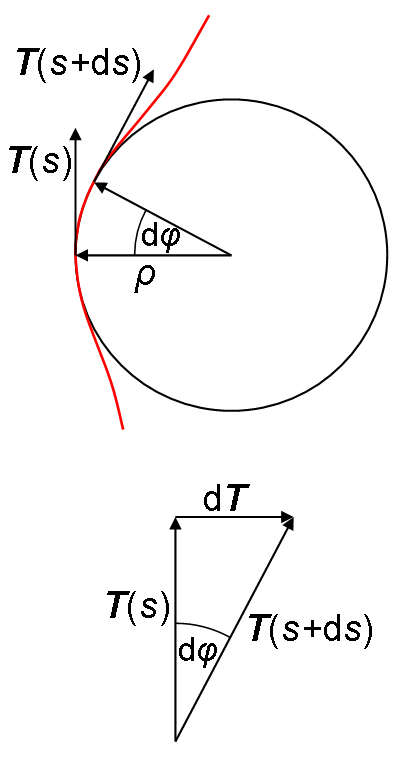
Bahnkurve (rot) mit Tangenteneinheitsvektoren und Schmiegkreis mit Radius Zur Veranschaulichung ist übertrieben groß gewählt.

Die Näherungskurve zweiter Ordnung in {\displaystyle \Delta s} ist eine Parabel, die in der von {\displaystyle {\vec {t}}} und {\displaystyle {\vec {t}}\,'} aufgespannten Schmiegeebene liegt.
Um den Betrag von {\displaystyle {\vec {t}}\,'} zu berechnen, betrachtet man den Schmiegkreis, der sich am betrachteten Bahnpunkt an dessen Näherungsparabel anschmiegt, d. h. den Kreis, der durch den gegebenen Kurvenpunkt geht, dort die gleiche Richtung hat wie die Kurve und auch in der zweiten Ableitung mit der Kurve übereinstimmt. Der Winkel zwischen Tangentenvektoren benachbarter Kurvenpunkte ({\displaystyle {\vec {t}}\,(s)} und {\displaystyle {\vec {t}}\,(s+\mathrm {d} s)}) sei {\displaystyle \mathrm {d} \varphi }. Damit gilt
{\displaystyle \mathrm {d} \varphi =|\mathrm {d} {\vec {t}}\,|/|{\vec {t}}\,|=|\mathrm {d} {\vec {t}}\,|}
Da der Tangenteneinheitsvektor senkrecht auf dem Radiusvektor des Schmiegkreises steht, ist der Winkel zwischen benachbarten Radiusvektoren ({\displaystyle \mathrm {d} \varphi =\mathrm {d} s/\varrho }) identisch mit dem Winkel zwischen den Tangentenvektoren benachbarter Kurvenpunkte ({\displaystyle \mathrm {d} \varphi =|\mathrm {d} {\vec {t}}\,|}). Daraus folgt mit {\displaystyle \varrho } als Schmiegkreisradius (= Krümmungsradius):
{\displaystyle {\frac {\mathrm {d} \varphi }{\mathrm {d} s}}={\frac {1}{\varrho }}\quad \Rightarrow \quad \left|{\frac {\mathrm {d} {\vec {t}}}{\mathrm {d} s}}\right|={\frac {1}{\varrho }}}
Der reziproke Krümmungsradius {\displaystyle \varrho (s)} heißt Krümmung {\displaystyle \kappa (s)} und gibt die Stärke der Richtungsänderung über die Bogenlänge, also den Betrag von {\displaystyle {\vec {t}}\,'} an:
{\displaystyle \kappa (s)={\frac {1}{\varrho (s)}}=|{\vec {t}}\,'(s)|=|{\vec {r}}\,''(s)|}.

Normierung von {\displaystyle {\vec {t}}\,'(s)} liefert den Hauptnormaleneinheitsvektor {\displaystyle {\vec {n}}(s)} (Krümmungsvektor). Da der Tangenteneinheitsvektor tangential zum Schmiegkreis steht und der Hauptnormaleneinheitsvektor senkrecht dazu, gibt {\displaystyle {\vec {n}}(s)} die Richtung zum Schmiegkreismittelpunkt an. Es ist die Richtung, in die sich {\displaystyle {\vec {t}}(s)} ändert.
{\displaystyle {\vec {n}}(s)={\frac {{\vec {t}}\,'(s)}{|{\vec {t}}\,'(s)|}}={\frac {{\vec {r}}\,''(s)}{|{\vec {r}}\,''(s)|}}=\varrho (s)\,{\vec {t}}\,'(s)=\varrho (s)\,{\vec {r}}\,''(s)}.

Der Normalenvektor der Schmiegeebene wird mit Hilfe des Vektorprodukts aus Tangenteneinheitsvektor und Hauptnormaleneinheitsvektor festgelegt und heißt Binormaleneinheitsvektor:
{\displaystyle {\vec {b}}(s)={\vec {t}}(s)\times {\vec {n}}(s)}

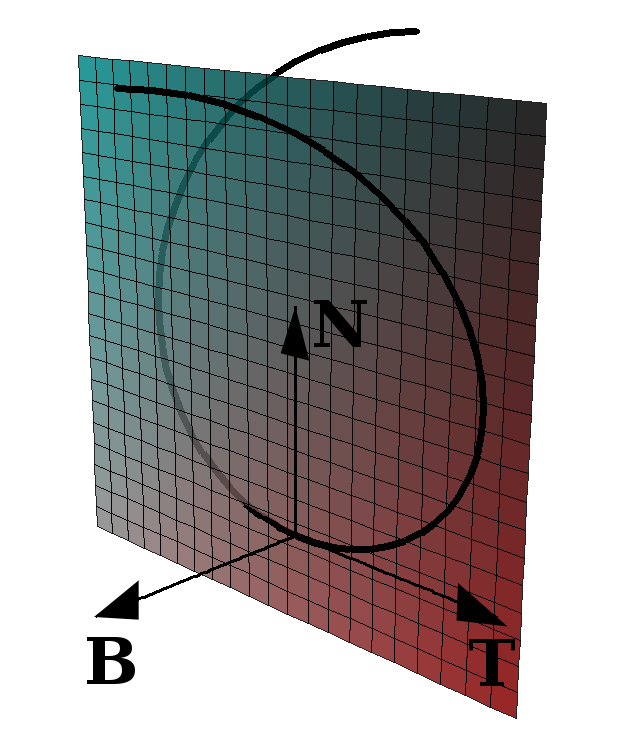
Tangenteneinheitsvektor T, Hauptnormaleneinheitsvektor N und Binormaleneinheitsvektor B bilden das begleitende Dreibein einer Raumkurve.
Die Schmiegeebene ist ebenfalls dargestellt, sie wird durch den Hauptnormalen- und Tangenteneinheitsvektor aufgespannt.

Tangenten-, Hauptnormalen- und Binormaleneinheitsvektor bilden eine Orthonormalbasis des {\displaystyle \mathbb {R} ^{3}}, d. h., diese Vektoren haben alle den Betrag 1 und sind paarweise senkrecht zueinander. Man bezeichnet diese Orthonormalbasis auch als begleitendes Dreibein der Kurve. Die frenetschen Formeln drücken die Ableitungen der genannten Basisvektoren als Linearkombinationen dieser Basisvektoren aus:
{\displaystyle {\vec {t}}\,'(s)=\kappa (s)\,{\vec {n}}(s)}
{\displaystyle {\vec {n}}\,'(s)=-\kappa (s)\,{\vec {t}}(s)+\tau (s)\,{\vec {b}}(s)}
{\displaystyle {\vec {b}}\,'(s)=-\tau (s)\,{\vec {n}}(s)}
oder in einprägsamer Matrixschreibweise
{\displaystyle {\begin{pmatrix}{\vec {t}}\\{\vec {n}}\\{\vec {b}}\end{pmatrix}}'\,=\,{\begin{pmatrix}0&\kappa &0\\-\kappa &0&\tau \\0&-\tau &0\end{pmatrix}}{\begin{pmatrix}{\vec {t}}\\{\vec {n}}\\{\vec {b}}\end{pmatrix}}}.
Dabei stehen {\displaystyle \kappa (s)} für die Krümmung und {\displaystyle \tau (s)} für die Windung (Torsion) der Kurve im betrachteten Kurvenpunkt.

Animation des begleitenden Dreibeins, sowie der Krümmungs- und Torsionsfunktion. Zu den Spitzenwerten der Torsionsfunktion ist die Drehung des Binormalenvektors deutlich zu erkennen.

Anhand des begleitenden Dreibeins lassen sich Krümmung und Torsion jeweils als Richtungsänderung eines bestimmten Tangenteneinheitsvektors veranschaulichen. Dafür gibt es einige (z. T. animierte) grafische Illustrationen.
Der Torsion {\displaystyle \displaystyle \tau (s)} entspricht die Richtungsänderung des Binormaleneinheitsvektors:
- Je größer die Torsion, desto schneller ändert der Binormaleneinheitsvektor {\displaystyle {\vec {b}}(s)} in Abhängigkeit von {\displaystyle \displaystyle s} seine Richtung. Ist die Torsion überall 0, so handelt es sich bei der Raumkurve um eine ebene Kurve, d. h., es gibt eine gemeinsame Ebene, auf der alle Punkte der Kurve liegen.

Der Krümmung {\displaystyle \displaystyle \kappa (s)} entspricht die Richtungsänderung des Tangenteneinheitsvektors:
- Je stärker die Krümmung {\displaystyle \displaystyle \kappa (s)} ist, desto schneller ändert der Tangenteneinheitsvektor {\displaystyle {\vec {t}}(s)} in Abhängigkeit von {\displaystyle \displaystyle s} seine Richtung.

Punkte der Raumkurve mit der Krümmung 0, in denen kein Schmiegkreis existiert, in denen also die Ableitung des Tangenteneinheitsvektors der Nullvektor ist, heißen Wendepunkte und sind gesondert zu behandeln. Dort verlieren die Begriffe Normalenvektor und Binormalenvektor ihren Sinn. Haben alle Punkte die Krümmung 0, so ist die Raumkurve eine Gerade.
Die Frenetschen Formeln lassen sich auch mit dem Darboux-Vektor formulieren.

### Frenetsche Formeln in Abhängigkeit von anderen Parametern
Die oben angegebenen Formeln sind in Abhängigkeit von der Bogenlänge {\displaystyle s} definiert. Oft sind aber die Raumkurven in Abhängigkeit von anderen Parametern, z. B. von der Zeit gegeben. Um die Beziehungen durch den neuen Parameter {\displaystyle t} auszudrücken, verwendet man folgende Relation:
{\displaystyle {\frac {\mathrm {d} s}{\mathrm {d} t}}=\left|{\frac {\mathrm {d} {\vec {r}}}{\mathrm {d} t}}\right|=\left|{\dot {\vec {r}}}\right|}
somit kann man die Ableitungen von {\displaystyle \textstyle {\frac {\mathrm {d} }{\mathrm {d} s}}} nach {\displaystyle \textstyle {\frac {\mathrm {d} }{\mathrm {d} t}}} umschreiben:
{\displaystyle {\frac {\mathrm {d} }{\mathrm {d} s}}={\frac {\mathrm {d} t}{\mathrm {d} s}}{\frac {\mathrm {d} }{\mathrm {d} t}}={\frac {1}{\tfrac {\mathrm {d} s}{\mathrm {d} t}}}{\frac {\mathrm {d} }{\mathrm {d} t}}={\frac {1}{|{\dot {\vec {r}}}\,|}}{\frac {\mathrm {d} }{\mathrm {d} t}}}
Folglich lauten die Frenetschen Formeln einer Raumkurve {\displaystyle {\vec {r}}(t)}, die bezüglich {\displaystyle t} parametrisiert ist (die Ableitungen nach {\displaystyle t} sind mit einem Punkt gekennzeichnet):
{\displaystyle {\frac {{\dot {\vec {r}}}(t)}{|{\dot {\vec {r}}}(t)|}}={\vec {t}}}
{\displaystyle {\frac {{\dot {\vec {t}}}(t)}{|{\dot {\vec {r}}}(t)|}}=\kappa {\vec {n}}}
{\displaystyle {\vec {t}}\times {\vec {n}}={\vec {b}}}
{\displaystyle {\frac {{\dot {\vec {b}}}(t)}{|{\dot {\vec {r}}}(t)|}}=-\tau {\vec {n}}}
{\displaystyle {\frac {{\dot {\vec {n}}}(t)}{|{\dot {\vec {r}}}(t)|}}=\tau {\vec {b}}-\kappa {\vec {t}}}
Eine dreimal nach t differenzierbare Kurve {\displaystyle {\vec {r}}(t)} besitzt an jeder Parameterstelle mit {\displaystyle {\dot {\vec {r}}}(t)\times {\ddot {\vec {r}}}(t)\neq 0} die folgenden charakteristischen Vektoren und Skalare:
| Tangentenvektor     | {\displaystyle {\vec {t}}(t)={\frac {{\dot {\vec {r}}}(t)}{\left\|{\dot {\vec {r}}}(t)\right\|}}} |
| Binormalenvektor    | {\displaystyle {\vec {b}}(t)={\frac {{\dot {\vec {r}}}(t)\times {\ddot {\vec {r}}}(t)}{\left\|{\dot {\vec {r}}}(t)\times {\ddot {\vec {r}}}(t)\right\|}}={\frac {{\dot {\vec {r}}}(t)\times {\dot {\vec {t}}}(t)}{\left\|{\dot {\vec {r}}}(t)\right\|\left\|{\dot {\vec {t}}}(t)\right\|}}}                                                |
| Hauptnormalenvektor | {\displaystyle {\vec {n}}(t)={\vec {b}}(t)\times {\vec {t}}(t)={\frac {\left({\dot {\vec {r}}}(t)\times {\ddot {\vec {r}}}(t)\right)\times {\dot {\vec {r}}}(t)}{\left\|{\dot {\vec {r}}}(t)\times {\ddot {\vec {r}}}(t)\right\|\left\|{\dot {\vec {r}}}(t)\right\|}}={\frac {{\dot {\vec {t}}}(t)}{\left\|{\dot {\vec {t}}}(t)\right\|}}} |
| Krümmung            | {\displaystyle \kappa (t)={\frac {\left\|{\dot {\vec {r}}}(t)\times {\ddot {\vec {r}}}(t)\right\|}{\left\|{\dot {\vec {r}}}(t)\right\|^{3}}}={\frac {\left\|{\dot {\vec {t}}}(t)\right\|}{\left\|{\dot {\vec {r}}}(t)\right\|}}} |
| Torsion             | {\displaystyle \tau (t)={\frac {\left({\dot {\vec {r}}}(t)\times {\ddot {\vec {r}}}(t)\right)\cdot {\overset {\ldots }{\vec {r}}}(t)}{\left\|{\dot {\vec {r}}}(t)\times {\ddot {\vec {r}}}(t)\right\|^{2}}}} |

## Die frenetschen Formeln innDimensionen
Für den {\displaystyle n}-dimensionalen Fall sind zunächst einige technische Voraussetzungen erforderlich. Eine nach Bogenlänge parametrisierte und {\displaystyle n}-mal stetig differenzierbare Kurve {\displaystyle s\mapsto {\vec {r}}(s)} heißt eine Frenet-Kurve, falls die Vektoren {\displaystyle {\vec {r}}\,'(s),{\vec {r}}\,''(s),\ldots ,{\vec {r}}^{(n-1)}(s)} der ersten {\displaystyle n-1} Ableitungen in jedem Punkt {\displaystyle s} linear unabhängig sind.
Das begleitende Frenet-{\displaystyle n}-Bein besteht aus {\displaystyle n} Vektoren {\displaystyle {\vec {e_{i}}}={\vec {e_{i}}}(s)}, die folgende Bedingungen erfüllen:
1. {\displaystyle {\vec {e_{1}}},\ldots ,{\vec {e_{n}}}} sind orthonormiert und positiv orientiert.
2. Für jedes {\displaystyle i=1,\ldots n-1} stimmen die linearen Hüllen von {\displaystyle {\vec {e_{1}}},\ldots {\vec {e_{i}}}} und {\displaystyle {\vec {r}}\,',\ldots ,{\vec {r}}^{(i)}} überein.
3. {\displaystyle \langle {\vec {r}}^{(i)},{\vec {e_{i}}}\rangle >0} für alle {\displaystyle i=1,\ldots n-1}.

Diese Bedingungen hat man wieder punktweise zu lesen, das heißt, sie gelten an jedem Parameterpunkt {\displaystyle s}. Im oben beschriebenen dreidimensionalen Fall bilden die Vektoren {\displaystyle {\vec {e_{1}}}={\vec {t}}}, {\displaystyle {\vec {e_{2}}}={\vec {n}}} und {\displaystyle {\vec {e_{3}}}=\pm {\vec {b}}} ein begleitendes Frenet-Dreibein. Man kann mit Hilfe des Gram-Schmidtschen Orthogonalisierungsverfahrens zeigen, dass Frenet-{\displaystyle n}-Beine für Frenet-Kurven existieren und eindeutig bestimmt sind. Auch im {\displaystyle n}-dimensionalen Fall erhält man Differentialgleichungen für die Komponenten des begleitenden Frenet-{\displaystyle n}-Beins:
Sei {\displaystyle s\mapsto {\vec {r}}(s)} eine Frenet-Kurve mit begleitendem Frenet-{\displaystyle n}-Bein {\displaystyle {\vec {e_{1}}},\ldots ,{\vec {e_{n}}}}. Dann gibt es eindeutig bestimmte Funktionen {\displaystyle \kappa _{1},\ldots ,\kappa _{n-1}}, wobei {\displaystyle \kappa _{i}\,} {\displaystyle (n-1-i)}-mal stetig differenzierbar ist und für {\displaystyle i\leq n-2} nur positive Werte annimmt, so dass die folgenden frenetschen Formeln gelten:
{\displaystyle {\begin{pmatrix}{\vec {e_{1}}}\\{\vec {e_{2}}}\\\vdots \\\vdots \\{\vec {e_{n-1}}}\\{\vec {e_{n}}}\end{pmatrix}}'\,=\,{\begin{pmatrix}0&\kappa _{1}&0&\ldots &\ldots &0\\-\kappa _{1}&0&\kappa _{2}&0&\ldots &\vdots \\0&-\kappa _{2}&0&\ddots &\ddots &\vdots \\\vdots &0&\ddots &\ddots &\ddots &0\\\vdots &\vdots &\ddots &\ddots &0&\kappa _{n-1}\\0&\ldots &\ldots &0&-\kappa _{n-1}&0\end{pmatrix}}{\begin{pmatrix}{\vec {e_{1}}}\\{\vec {e_{2}}}\\\vdots \\\vdots \\{\vec {e_{n-1}}}\\{\vec {e_{n}}}\end{pmatrix}}}
{\displaystyle \kappa _{i}} heißt die {\displaystyle i}-te Frenet-Krümmung, die letzte {\displaystyle \kappa _{n-1}} wird auch Torsion der Kurve genannt. Die Kurve ist genau dann in einer Hyperebene enthalten, wenn die Torsion verschwindet. In vielen Anwendungen ist {\displaystyle s\mapsto {\vec {r}}(s)} beliebig oft differenzierbar; diese Eigenschaft überträgt sich dann auf die Frenet-Krümmungen.

## Hauptsatz der lokalen Kurventheorie
Umgekehrt kann man zu vorgegebenen Frenet-Krümmungen Kurven konstruieren, genauer gilt der sogenannte Hauptsatz der lokalen Kurventheorie:
Es seien beliebig oft differenzierbare reellwertige und auf einem Intervall {\displaystyle I} definierte Funktionen {\displaystyle \kappa _{1},\ldots ,\kappa _{n-1}} gegeben, wobei die {\displaystyle \kappa _{1},\ldots ,\kappa _{n-2}} nur positive Werte annehmen. Für einen Punkt {\displaystyle s_{0}\in I} seien ein Punkt {\displaystyle p_{0}\in \mathbb {R} ^{n}} und ein positiv orientiertes Orthonormalsystem {\displaystyle {\vec {e_{1}}}^{0},\ldots ,{\vec {e_{n}}}^{0}} gegeben. Dann gibt es genau eine unendlich oft differenzierbare Frenet-Kurve {\displaystyle {\vec {r}}\colon I\rightarrow \mathbb {R} ^{n},\,s\mapsto {\vec {r}}(s)} mit
- {\displaystyle {\vec {r}}(s_{0})=p_{0}},
- {\displaystyle {\vec {e_{1}}}^{0},\ldots ,{\vec {e_{n}}}^{0}} ist das begleitende Frenet-{\displaystyle n}-Bein im Parameterpunkt {\displaystyle s_{0}},
- {\displaystyle \kappa _{1},\ldots ,\kappa _{n-1}} sind die Frenet-Krümmungen von {\displaystyle {\vec {r}}}.

Durch die ersten beiden Bedingungen werden Ort und Richtungen am Parameterpunkt {\displaystyle s_{0}} festgelegt, der weitere Kurvenverlauf wird dann durch die Krümmungsvorgaben der dritten Bedingung bestimmt.
Zum Beweis stützt man sich auf die oben angegebenen frenetschen Formeln und verwendet die Lösungstheorie linearer Differentialgleichungssysteme.